# Эллерс, Ги
Ги Элле́рс (люкс. Guy Hellers; род. 10 октября 1964 года) — люксембургский футболист и футбольный тренер. Легенда льежского «Стандарда».

## Клубы
Один из самых успешных футболистов Люксембурга 1980-х — 1990-х годов. Начинал играть во французском «Меце», где, правда, за взрослую команду не сыграл ни одного матча. В 1983 переехал в Бельгию и заключил контракт с местным «Стандардом». Долгие годы был игроком основы клуба. В 1999 из-за конфликта с тренером покинул Бельгию и вернулся в Люксембург, где отыграл сезон за «Ф91 Дюделанж».

## Сборная
В 1982 дебютировал за сборную Люксембурга в матче против Греции. Всего сыграл за сборную 55 матчей и забил 2 мяча.
С 2004 по 2010 год был главным тренером сборной Люксембурга, после чего занял должность спортивного директора и директора академии в Ф91 Дюделанж.

## Достижения
- Обладатель Кубка Бельгии: 1993